# جو هندرسون
جو هندرسون (بالإنجليزية: Joe Henderson)‏ (21 ديسمبر 1924 في المملكة المتحدة - 15 فبراير 1984 في المملكة المتحدة) هو لاعب كرة قدم بريطاني (وحمل سابقاً جنسية المملكة المتحدة لبريطانيا العظمى وأيرلندا) في مركز حراسة المرمى. لعب مع نادي دمبرتون ونادي نورثامبتون تاون ونادي هيبرنيان ونادي سترنرير ‏ ونادي ستنهاوسموير وأكرينجتون ستانلي ‏ وكانتربري سيتي ‏ ونادي ألبيون روفرز.